# Mychajło Bondarenko
Mychajło Bondarenko, ukr. Михайло Ілліч Бондаренко (ur. 26 sierpnia?/8 września 1903 w Jelizawietgradzie, zm. 10 lutego 1938 w Moskwie) – działacz bolszewicki, w latach trzydziestych członek KC KP(b)U. Od grudnia 1936 do lipca 1937 II sekretarz Komitetu Miejskiego, a w lipcu-sierpniu 1937 Komitetu Obwodowego KP(b)U w Charkowie. W sierpniu-wrześniu 1937 I sekretarz Komitetu Obwodowego KP(b)U w Winnicy. Po samobójstwie Panasa Lubczenki od 30 sierpnia 1937 do 13 października 1937 członek Politbiura KC KP(b)U i przewodniczący Radzie Komisarzy Ludowych USRR. Podczas służbowego wyjazdu 13 października 1937 aresztowany  w Moskwie przez NKWD. 8 lutego 1938 na zamkniętym posiedzeniu Kolegium Wojskowego Sądu Najwyższego ZSRR skazany na śmierć za przynależność do "szkodniczo-terrorystycznej organizacji trockistowskiej, działającej w przemyśle naftowym ZSRR", rozstrzelany.